# Canção de Grótti
Canção de Grótti (em nórdico antigo: Gróttasǫngr; em sueco: Grottasöngr) é um poema nórdico antigo, às vezes colocado junto aos poemas da Eda poética por aparecer em manuscritos mais tardios que o Códex Régio.

## Manuscritos
A Canção está preservadas em três manuscritos da Eda em prosa de Esnorro Esturleu (SR, T e C). O SR (Códex Régio 2367 4to, antes na Biblioteca Real de Copenhague e hoje no Instituto Árni Magnússon de Reiquiavique) é de cerca de 1325, o T (Códex Trajetino 1374 na Biblioteca da Universidade de Utreque) é uma cópia do século XVI de um original do final do século XIII (SnE vii). O T está relacionado ao SR, mas não é uma cópia dele e é provável que o SR e o antecessor de T são cópias de um original. A ortografia de T é mais arcaica que a de SR, em dois lugares versos presentes no SR foram omitidos e erros, marcados para correção, são bastante frequentes. Apesar disso, há vários versos cuja leitura a partir de T é mais acurada do que em SR. Por sua vez, o manuscrito C (AM 748 II 4to no Instituto Árni Magnússon), datado de cerca de 1400 (SnE xiii), preserva apenas uma estrofe que é sensivelmente diferente dos demais manuscritos.

## Texto

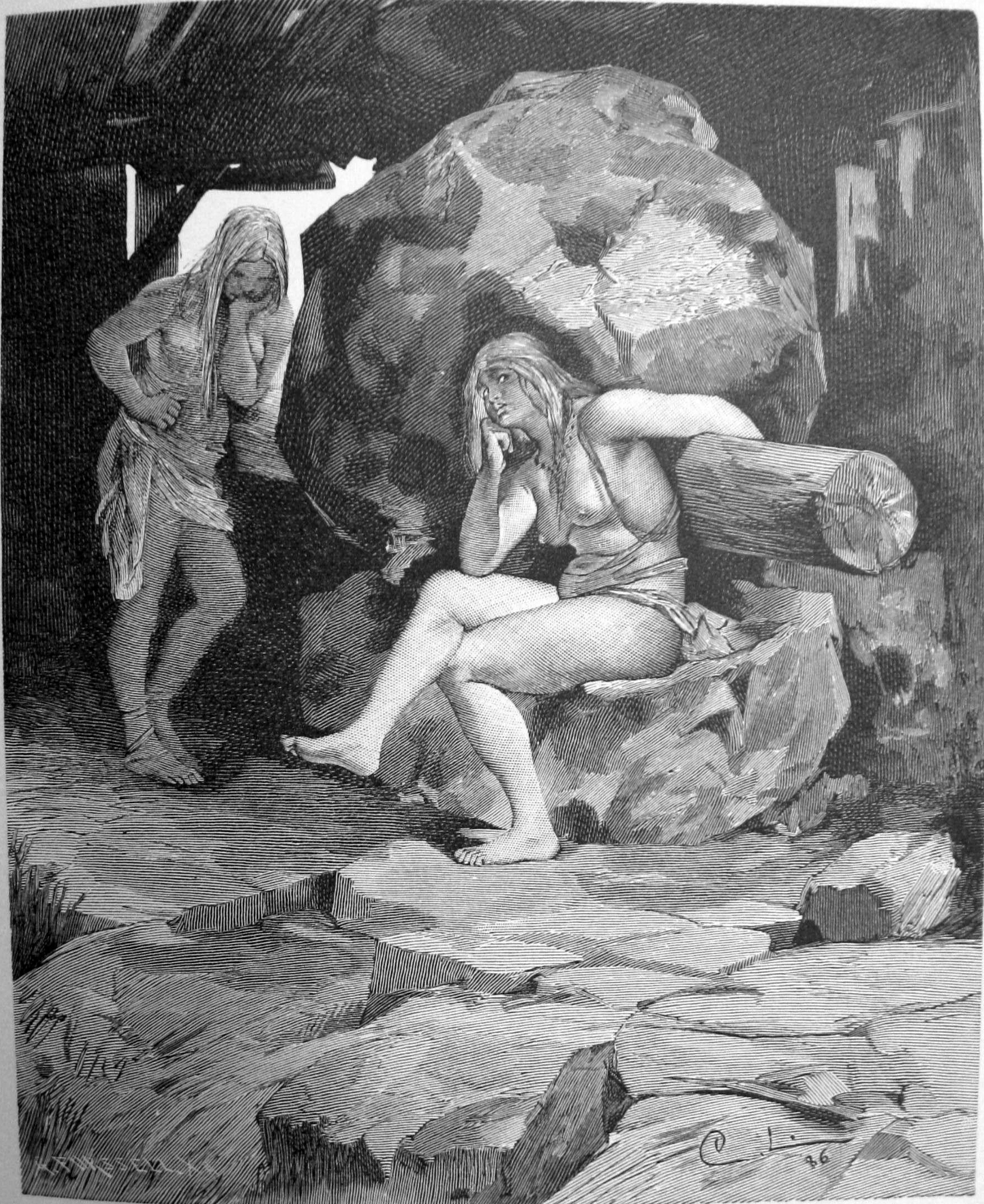
Fênia e Mênia no mó. Ilustração de Carl Larsson e Gunnar Forssell

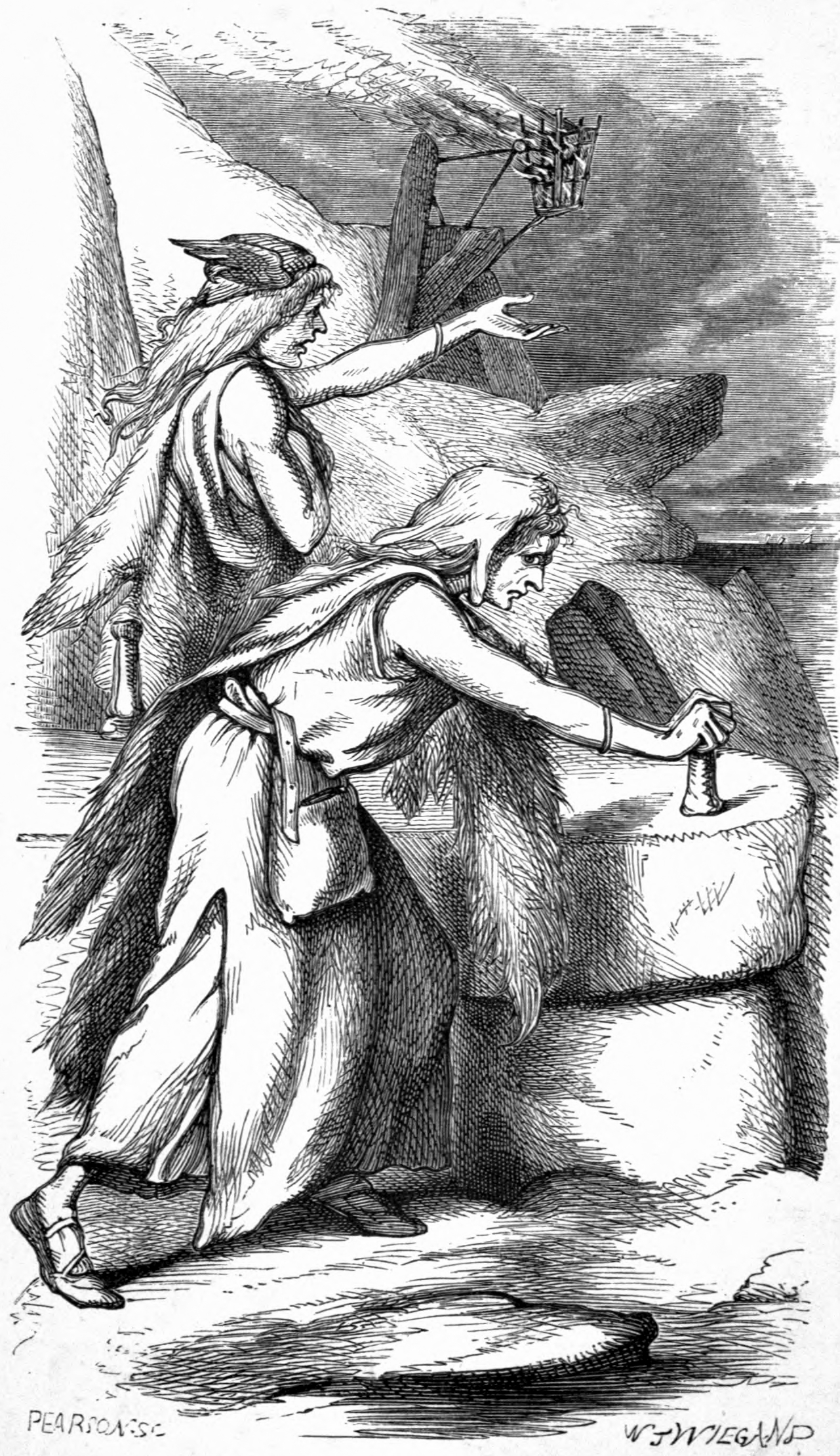
Fênia e Mênia segundo ilustração de W. J. Wiegand

### Parágrafo introdutório
O filho de Fridlevo se chamada Frodo. Sucedeu no reino após seu pai no tempo que o imperador Augusto impôs a paz sobre o mundo todo; Cristo nasceu então. Como Frodo era o mais poderoso de todos os reis nas terras setentrionais a paz lhe foi atribuída em todas as terras falantes de nórdico e os nórdicos chamavam-a paz de Frodo [Fróða frið]. Ninguém machucava outra [pessoa], mesmo se se encontrasse com o assassino de seu pai ou irmão diante dele, solto ou amarrado. Não havia ladrão, então se estendia um anel de ouro sobre a Jutlândia [Jalangrsheiðr]. Frodo visitou um rei chamado Fliolmo na Suécia. Ele trouxe duas escravas chamadas Fênia e Mênia; eram grandes e fortes. Naquele tempo dois mós foram construídos na Dinamarca, tão grandes que ninguém podia movê-los. Era uma características dos mós que iriam moer qualquer coisa que o moedor lhes dissesse. Esse mó se chamava Grótti. Hengikiǫptr (Odim ou um gigante) era o nome daquele que deu os mós a Frodo. Rei Frodo fez as escravas irem ao mó e ordenou-lhes que moessem ouro, e assim disseram: moem ouro primeiro, e [então] paz e bem estar a Frodo. Frodo não lhes deu mais descanso ou sono do que um cuco é silencioso ou leva para cantar uma canção. Dizem que cantaram a canção chamada 'A Canção de Grótti'. E antes do mó parar moeram um exército contra Frodo, de modo que à noite veio um rei dos mares de nome Misingo, que matou Frodo e obteve grande butim. Era o fim da Paz de Frodo. Misingo levou consigo Grótti, Fênia e Mênia, e ordenou-lhes que moessem sal. À meia noite, perguntaram se não estava cansado de sal. Ele ordenou-lhes para continuar a moagem. Moeram por mais um tempo até o navio afundar. Houve depois um redemoinho no oceano onde o mar caiu no olho do mó: então o mar se tornou salgado.[a]

### Poema
I[b]
Agora viemos (‘Nú erum komnar)

às casas do rei, (til konungs húsa)

perspicazes, ambas de nós, (framvísar tvær,)

Fênia e Mênia. (Fenia ok Menia.’)[c]

Elas estão junto a Frodo, (Þær ro at Fróða,)

filho de Fridlevo, (Friðleifs sonar,)

poderosas donzelas (máttkar meyiar,)

mantidas como servas. (at mani hafðar.)
II
Ao mó (Þær at lúðri)

foram conduzidas, (leiddar vóru,)

e os rebolos (ok griótz griá)

colocaram em movimento. (gangs of beiddu;)

Ele [Frodo] prometeu a nenhuma delas (hét hann hvárigri)

pausa nem prazer, (hvíld né ynði,)

antes que ouviu (áðr hann heyrði)

a harmonia das mulheres escravas. (hlióm ambátta.)
III
Elas começaram a gritar (Þær þyt þutu )

evitando o silêncio: (þǫgnhorfºnar:)

"Vamos consertar o mó (‘Leggium lúðra)

deixe-nos aliviar as pedras!" (léttum steinum!’)

Outra vez persuadiu as meninas (Bað hann enn meyiar)

para continuar com a moagem. (at þær mala skyldu.)
IV
Elas cantaram e penduraram (Sungu ok slungu)

a pedra de movimento rápido, (snúðga steini,)

pelo que os servos de Frodo (svá at Fróða man)

estavam quase dormindo. (flest sofnaði.)

Então Mênia falou (Þá kvað þat Meni[a],)

– a refeição começou a fluir: (– var til meldr[ar] komit:)
V
"Vamos moer riquezas para Frodo, (‘Auð mõlum Fróða,)

vamos deixá-lo todo feliz, (mǫlum alsælan,)

nos deixe moer riqueza volumosa, ([mǫlum] fiǫlð fiár)

no mó de felicidade! (á feginslúðri!)

Que possa se sentar em riquezas, (Siti hann á auði,)
 
que possa dormir em baixo, (sofi hann á dúni,)

pode ele acordar para a alegria – (vaki hann at vilia –)

então isso é moer bem feito! (þá er vel malit!)
VI
Aqui deve ninguém (‘Hér skyli engi)

prejudicar o outro, (ǫðrum granda,)

trabalhar por sua má fortuna (til bǫls búa)

ou se envolver em sua morte, (né til bana orka,)

nem lhe golpeie nenhum golpe (né hǫggva[g]i)

com espada cortante (hvǫssu sverði,)

mesmo que o assassino de seu irmão (þó at bana bróður)

deveria encontrar em grilhões! (bundinn finni!’)
VII
Nenhuma palavra ele disse (En hann †[ekki]† kvað)

antes dessas: (orð it fyrra:)

"Não durmam mais, vocês duas, (‘Sofið eigi þit me[ir])

do que o cuco para de cantar (en s[yngr]at gaukºr!)

ou mais do que eu canto (eða lengr en svá)

um encanto. (lióð eitt kveðak.’)
VIII
Você não foi, Frodo, (‘Var[t]attu, Fróði,)

muito perspicaz para si, (fullspakr of þik,)

amor da humanidade - (málvinr manna, –)

quando comprou escravos. (er þú man keyptir.)

Você os escolheu por [sua] força (Kaus[t]u at afli)

e aparências, (ok at álitum,)

mas quanto à sua ancestralidade (en at ætterni)

você não fez nenhuma pergunta. (ekki spurðir.)
IX
Inflexível foi Rungnir (‘Harðr var Hrungnir)

e o pai dele também – (ok hans faðir –)
 
ainda provou Tiazi (þó var Þiazi)

mais poderosos que eles. (þeim ǫflgari.)

Idi e Aurnir, (Iði ok Aurnir,)

são nossos parentes (okrir niðiar,)

irmãos de gigantes do penhasco: (broeðr bergrisa,)

nós nascemos de sua linhagem. (þeim erum bornar.)
X
[Se] Grótti não tivesse vindo (‘Koemia Grotti)

do Penhasco do Mó (ór Griáfialli,)

nem tão duro (né sá hinn harði)

rocha da terra, (hal[l]r ór iõrðu,)

seria uma garota giganta do penhasco (né moeli svá nor)

fazendo tal moagem, (mær bergrisa,)

se nós duas (ef vissi[m] vit)

não tivéssemos o mó (vætr til k[v]ernar.)
XI
Por nove invernos nós duas (‘Vit vetr níu)

fomos companheiras de função (vórum leikur)

garotas poderosas, criadas (ǫflgar, alnar)

debaixo da terra. (firir iǫrð neðan.)

Como donzelas nós assumimos (Stóðu[m] meyiar)

tarefas de grande momento: (at meginverkum)

nós mesmas arrancamos ([hófum] siálfar)

a montanha de seu lugar. (setberg ór stað.)
XII
Nós enviamos a pedra rolando (‘Veltum grióti )

sobre o reino dos gigantes (of garð risa,)

então o chão diante dele (svá at fold firir)

começou a tremer. (fór skiálfandi.)

Nós duas lançamos tão longe (Svá sløngðum vit)

a pedra de roda rápida, (snúðga steini,)

a pesada rocha, (hǫfga halli,)

que os humanos pegaram. (at halir tóku.)
XIII
E desde então nós duas (‘En vit síðan)

na Suídia [futura Suécia] (á Svíþióðu,)

clarividentes, nós duas, (framvísar tvær,)

estivemos em combate. (í fólk stigum.)

Nós atraímos ursos (Bei[tt]um biǫrnu,)

e escudos golpeados (en brutum skiõldu,)

marchamos direto através (gengum í gegnum)

da horda vestida de malha deles (gráserkiat li[ð].)
XIV
Nós derrubamos um príncipe, (‘Steyptum stilli,)

apoiamos outro. (studdum annan.)

Demos nosso apoio (Veittum góðum)

para o bom Gutormer. (Gotþormi lið.)

Não houve tempo de trégua, (Vara kyrrseta,)

até que Knúi caiu. (áðr Knúi felli.)
XV
Nós perseguimos essa vida (‘Fram heldum því)

ao longo dessas estações, (þau misseri,)

de modo que como campeãs (at vit at kǫppum)

nós fomos reconhecidas. (kendar vóru[m].)

Lá nós esculpimos (Þar skorðu[m] vit)

com lanças afiadas (skǫrpum geirum)

sangue de feridas, (blóð ór benium)

e deixamos nossas lâminas vermelhas. (ok brand ruðum.)
XVI
Agora viemos (‘Nú erum komnar)

às casas do rei (til konungs húsa)

e sem pena (miskunnlausar)

fomos colocadas como escravas. (ok at mani hafðar.)

A lama corrói nossas solas (Aurr etr iliar,)

e o frio belisca de cima. (en ofan kulði.)

De regresso elevamos o colono de guerra - (Drǫgum dólgs siõtul)

desgraçado é junto a Frodo! (daprt er at Fróða!)
XVII
As mãos devem descansar (‘Hendr skulo hvílaz,)

[a] pedra ficará parada. (hallr standa mun.)

De minha parte eu tenho moído (Malit hefi ek firir mik)

de acordo com minha promessa! (mitt of [h]leyti!’)

Não vamos dar (‘[M]u[n]u[m]a hõndum)

às nossas mãos bom descanso, (hvíld vel gefa,)

antes da moagem parecer totalmente feita (áðr fullmalit)

para Frodo! (Fróða þykki!)
XVIII
As mãos devem manusear (‘Hendr skulo hǫn†d†la)

aduelas duras, (harðar triónor,)

armas sangrentas de abate - (vápn valdreyrug –)

acorde, Frodo! (vaki þú, Fróði!)

Acorde, Frodo, (Vaki þú, Fróði,)

se quer ouvir (ef þú †[vill]† hlýða)

a canção que cantamos (sǫngum okkrum)

e histórias de antigamente! (ok sǫgum fornum!)
XIX
Eu posso ver fogo ardendo (‘Eld sé ek brenna)

a leste da fortaleza (firir austan borg,)

despertar das notícias de guerra, (vígspiǫll vaka,)

- um farol de aviso que significará. (– þat mun viti kallaðr.)

A tropa virá (Mun herr koma)

em velocidade repentina para nós (hinig af bragði)

e queimará o palácio (ok brenna boe)

apesar do príncipe (firir buðlungi.)
XX
Você não vai segurar (‘Munat þú halda)

o trono de Leire, [na Zelândia] (Hleiðrar stóli,)

os anéis vermelho-ouro (rauðum hringum)

nem o mó de poder. (né regingrióti.)

Vamos pegar o cabo do mó, (Tǫkum á mǫndli,)

garota, mais profundamente - (mær, skarpara –)

nós não somos melindrosas (eruma vamlar)

no sangue de abate. (í valdreyra.)
XXI
‘Menina do meu pai (‘Mól míns fõður)

moído vigorosamente, (mær ramliga,)

pois viu a quase morte (þvíat hón feigð fira)

de inúmeros homens. (fiõlmargra sá.’)

Rompeu os maciços (Stukku stórar)

estais da armação do mó (st[ø]ðr frá lúðri, )

cingidos com ferro: (iárn[i v]arðar:)

"Vamos moer ainda mais!" (‘Mǫlum enn framarr!’)
XXII
Vamos moer ainda mais: (‘Mǫlum enn framarr:)

O filho de Ursa (mon Yrsu sonr)

para o abate de Haldano (víg[s] Hálfdana[r])

vingar-se de Frodo. (hefna [á] Fróða.)

Ele virá (Sá mun hennar)

a ser chamado (heitinn verða)

filho e irmão dela – (burr ok bróðir –)

"nós duas sabemos disso." (vitum báðar þa[t].)
XXIII
As garotas moem (Mólu meyiar,)

deram prova de sua força - (megins k[o]stuðu –)

aquelas jovens eram (vóru ungar)

na ira gigante. (í iǫtunmóði.)

As molduras de madeira estremeceram, (Skulfu skap[t]tré,)

o mó caiu no chão, (skautz lúðr ofan,)

a incômoda pedra (hraut hinn hǫfgi)

rachou em duas. (hallr sundr í tvau.)
XXIV
E as gigantes do penhasco (En bergrisa)

consorte tinha ela a dizer: (brúðr orð um kvað:)

"Temos moído até agora, Frodo, (‘Malit hǫfum, Fróði,)

[mas] não moeremos mais." (sem munum hætta.)

Eles ficaram longos o suficiente, (Hafa fullstaðit)
 
estas damas, na moagem. (flióð at meldri.’)